# Xi'an Aircraft Industrial Corporation

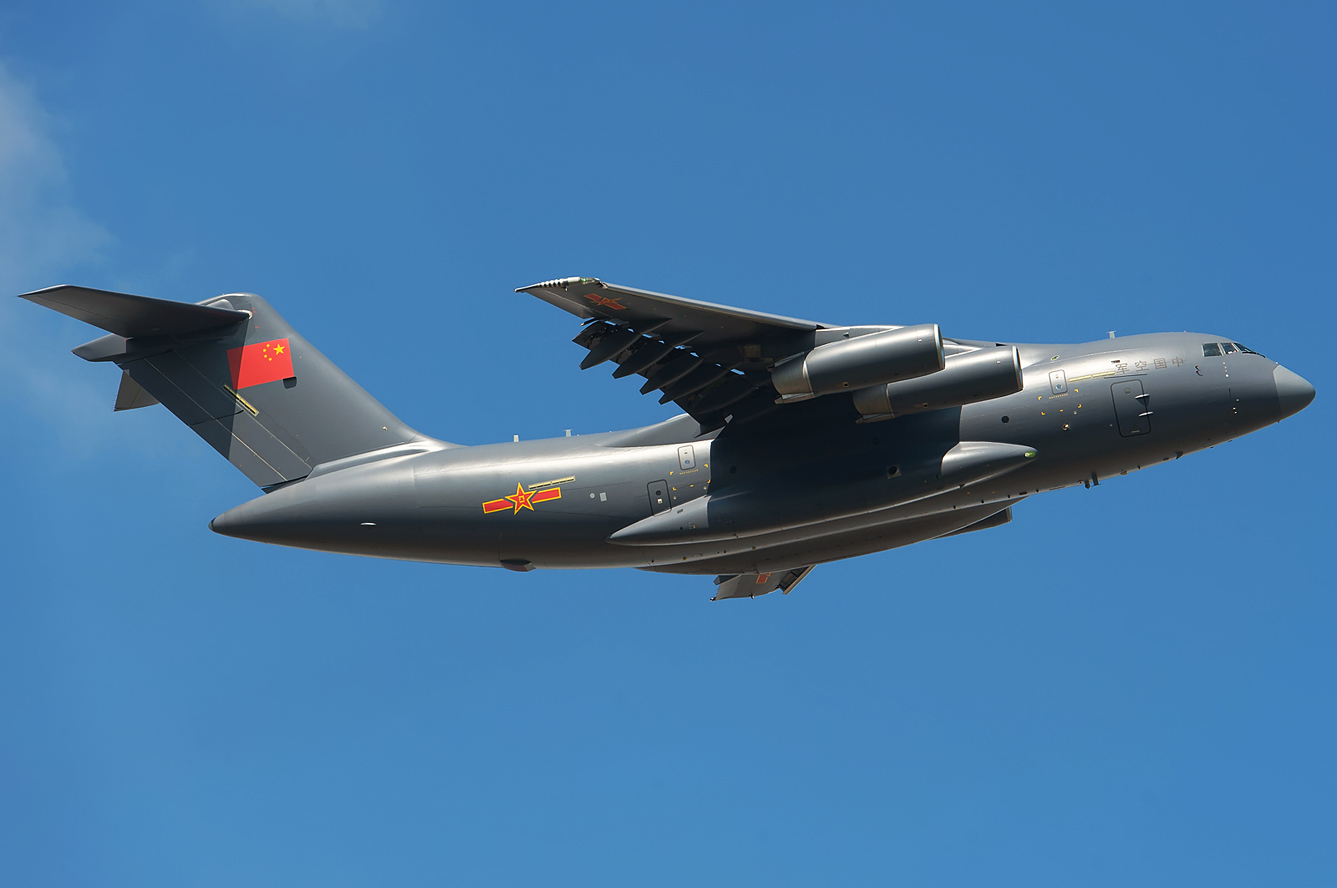
Un avión de gran tamaño de China - Air Force Xian

Xi'an Aircraft Industrial Corporation también conocido como Xi'an Aircraft Company (XAC) es un fabricante aeronáutico chino de aviones de mediano y gran tamaño. XAC fue creada en el año 1958 y tiene más de 20.000 empleados.
En la actualidad, es una subsidiaria de AVIC I.

## Productos
Turbohélices
- Xian MA60
- Xian MA600
- Xian MA700

Bombarderos
- Xian H-8
- Xian JH-7
- Xian H-6 - Variante china del Túpolev Tu-16 Badger
- Xian H-20

Entrenador
- Y-7H

Partes
- ACAC ARJ21 - Alas y fuselaje

Transporte
- Yun-7 (Y-7)
- Yun-8 (Y-8)
- Yun-9 (Y-9)
- Yun-14 (Y-14)
- Xian Y-20[1]